# Saint-Joseph-des-Carmes
Saint-Joseph-des-Carmes är en kyrkobyggnad i Paris, invigd åt den helige Josef från Nasaret. Carmes syftar på att kyrkan innehas av karmelitorden, i detta fall oskodda karmeliter. Kyrkan är belägen vid Rue de Vaugirard i Paris sjätte arrondissement.